# Махе
Махе — застаріла позасистемна одиниця об'ємної α-активності радіоактивного джерела. Дорівнює активності радіонукліду, який міститься в 1 л речовини і який забезпечує завдяки іонізації середовища α-частинками іонізаційний струм насичення, рівний 10−3 одиниці СГС (тобто 3,336× 10−13 А). Таким чином, один махе створює в 1 л речовини потужність експозиційної дози опромінення, рівну 1 мікрорентгену за секунду, або 3,6 мілірентгена за годину.
Одиниця названа за іменем австрійського фізика Генріха Махе (нім. Heinrich Mache, 1876—1954).
Зв'язок з іншими одиницями:
1 махе = 3,64 еман = 3,64× 10−10 кюрі/л = 13,5 кБк/м³.
Застосовується в бальнеології, в дозиметрії природних газів (повітря) і рідин, лікувальних грязей і т.п. В махах як правило виражають концентрацію радону в повітрі або воді радонових джерел.